# Jędrzej Śniadecki
Jędrzej (Andrzej) Śniadecki, krypt. i ps.: „Filozoficzny Próżniak Wileński; J. Ś.; Sotwaros; Szlachcic na łopacie; Uważnicki Bogumił, szlachcic oszmiański; Włóczęga Guliwer” (ur. 30 listopada 1768 w Rydlewie koło Żnina, zm. 11 maja 1838 w Wilnie) – polski lekarz i naukowiec: biolog, chemik i filozof, a także publicysta-satyryk.
Był młodszym bratem Jana Śniadeckiego i ojcem Ludwiki Śniadeckiej.

## Życiorys
Urodził się w rodzinie mieszczańskiej pochodzenia szlacheckiego (herbu Leliwa), jako syn Andrzeja i Franciszki z Giszczyńskich. Wykształcenie średnie zdobywał w Gimnazjum w Trzemesznie. Naukę kontynuował w krakowskich Szkołach Nowodworskich, które ukończył w lipcu roku 1787 otrzymując medal „Diligentiae” (wyróżnienie królewskie). W okresie od 1787/1788 do 1790/1791 studiował medycynę w Szkole Głównej Koronnej. Wkrótce potem wyjechał do Padwy (przez Wiedeń), gdzie jesienią roku 1791 rozpoczął studia w zakresie medycyny praktycznej, chemii i fizjologii. Był profesorem chemii i medycyny w Szkole Głównej Wielkiego Księstwa Litewskiego (w 1803 przekształconej w Cesarski Uniwersytet Wileński) i Akademii Medyko-Chirurgicznej w Wilnie. W latach 1806–1836 był prezesem Towarzystwa Medycznego Wileńskiego. Był członkiem rzeczywistym Towarzystwa Warszawskiego Przyjaciół Nauk.
Zmarł w wieku 69 lat w Wilnie 11 maja 1838. Został pochowany na wiejskim cmentarzyku w Horodnikach w powiecie oszmiańskim województwa wileńskiego, położonym niedaleko rodzinnego majątku Śniadeckich w Bołtupiu.

## Praca naukowa

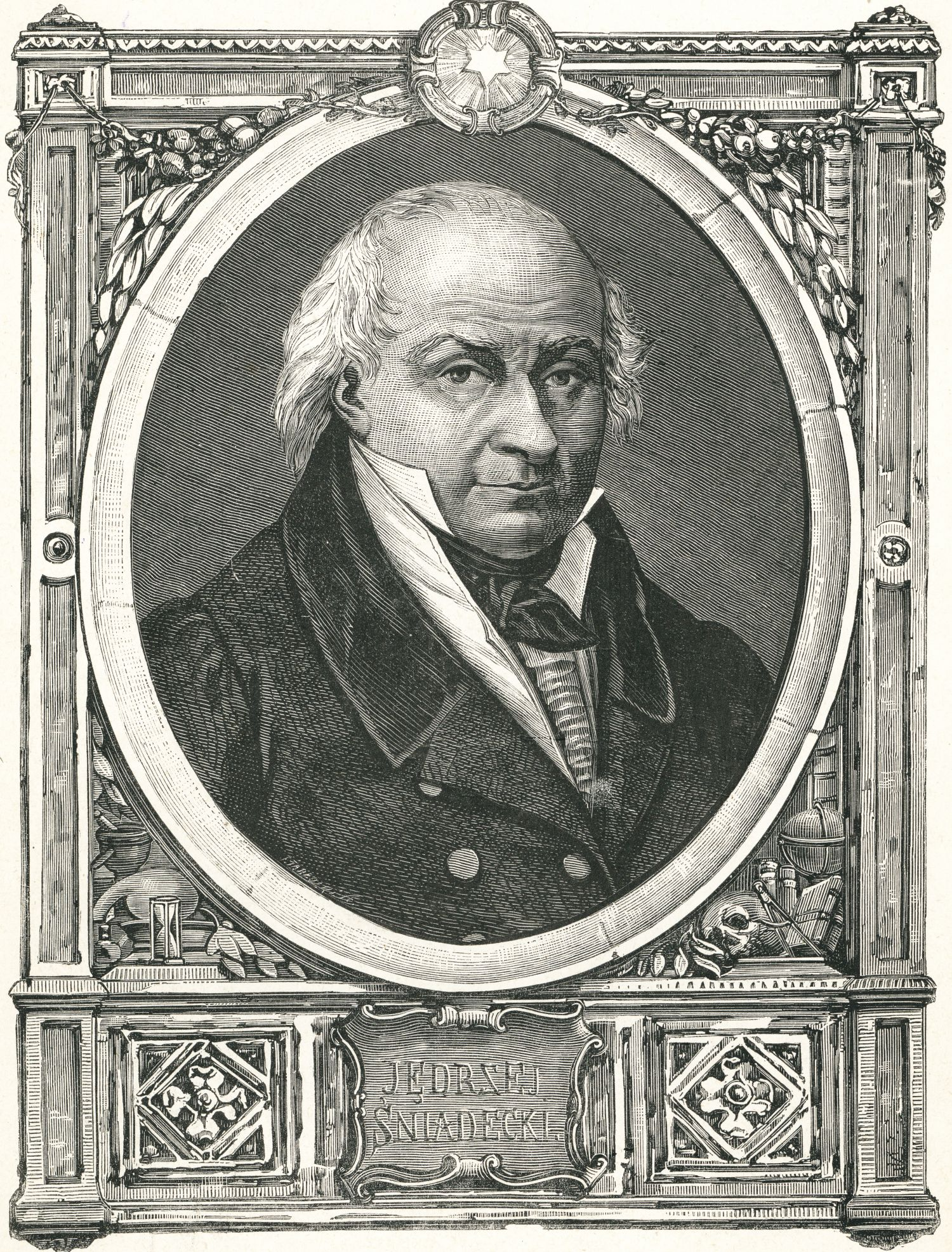
Portret Jędrzeja Śniadeckiego drzeworyt sztorcowy Feliksa Zabłockiego, przed 1874

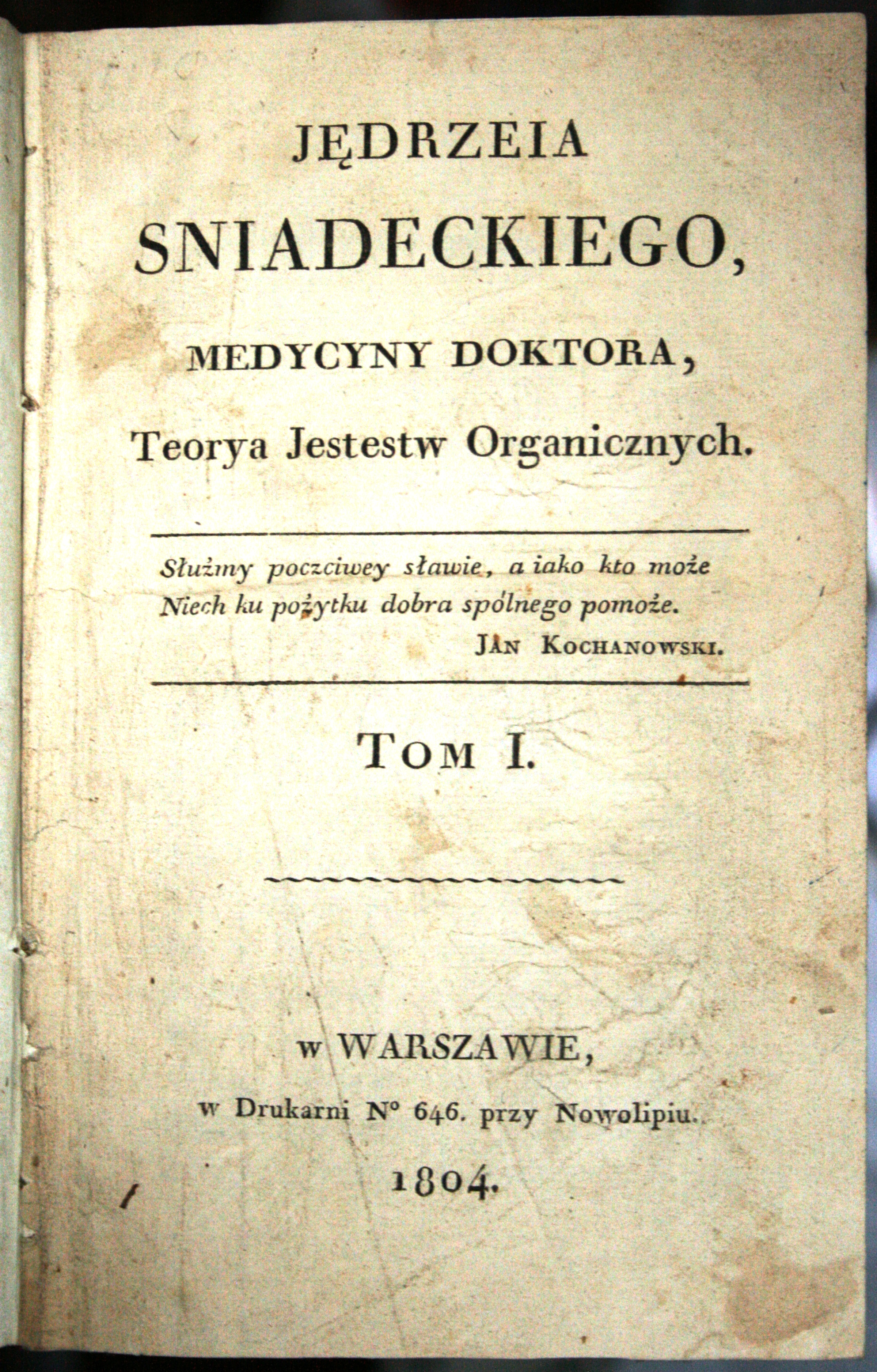
Strona tytułowa oryginalnego wydania I tomu z 1804 roku

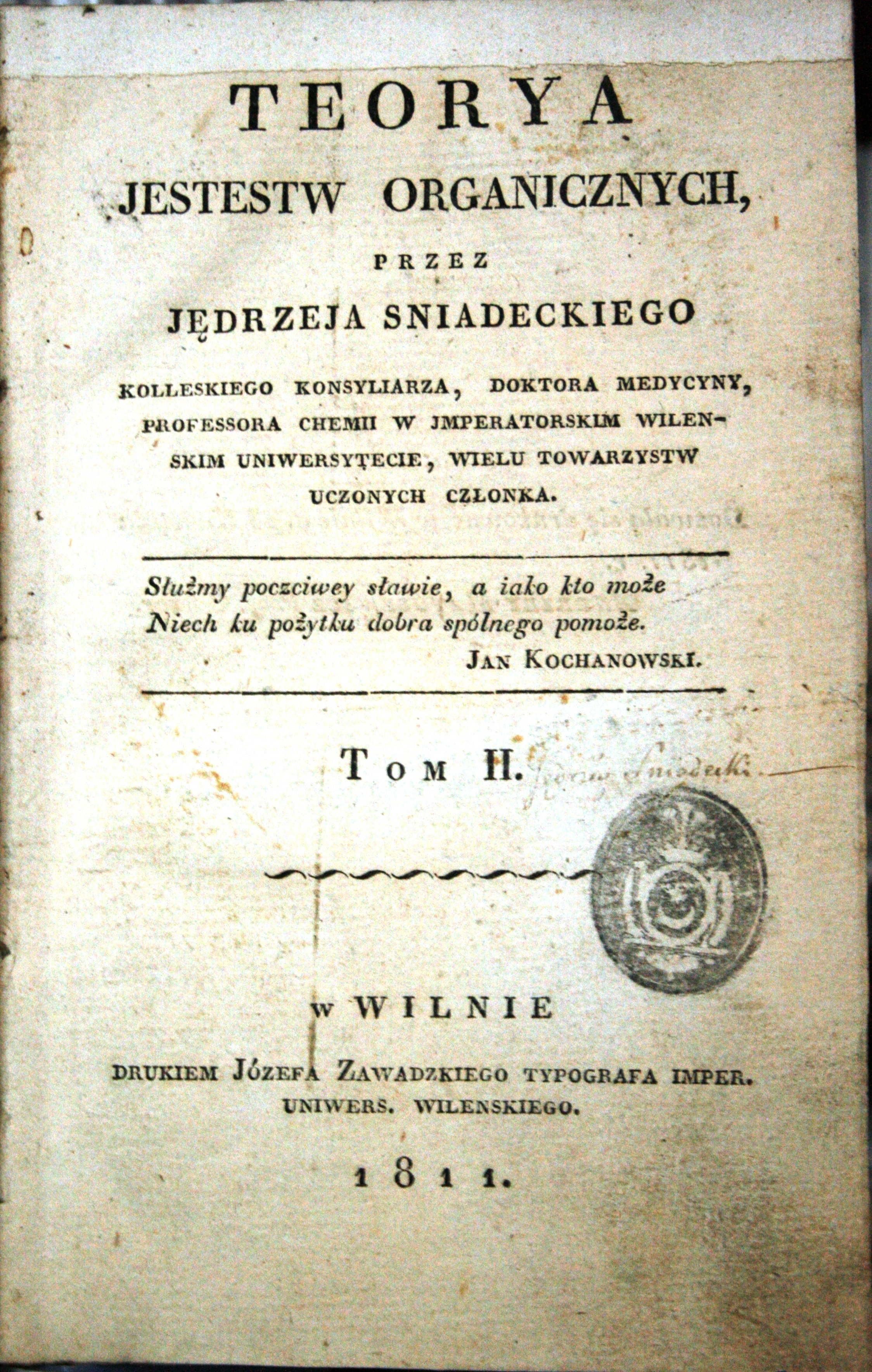
Strona tytułowa oryginalnego wydania II tomu z autografem autora (nad pieczęcią)

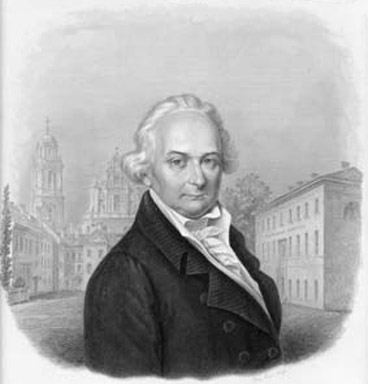
Jędrzej Śniadecki

Pracował nad teorią procesów rozpuszczania. W roku 1808 w pracy Rozprawa o nowym metalu w surowej platynie odkrytym... ogłosił odkrycie nowego pierwiastka, który nazwał „west”, łac. Vestium (od Westy). Nie zostało jednak oficjalnie potwierdzone i odkrycie pierwiastka o liczbie atomowej 44, czyli rutenu przypisuje się obecnie Karlowi Clausowi z datą 1844.
Opracował zręby polskiej terminologii chemicznej oraz napisał pierwszy polski podręcznik chemii (Początki chemii, inny tytuł: Krótki rys chemii...). Jego terminologia chemiczna, znacznie odbiegająca od ogólnie przyjętej terminologii chemicznej na świecie, obowiązywała w polskich podręcznikach chemii aż do końca lat 70. XX w. i do dzisiaj jest obecna w nietypowych, polskich nazwach pierwiastków (wodór, węgiel, krzem, siarka, kwasoród dla tlenu), które w innych europejskich językach pochodzą bezpośrednio od ich nazw łacińskich.
W 1822 Śniadecki jako pierwszy opisał metodę leczenia krzywicy za pomocą zwiększonej ekspozycji na światło słoneczne (co powoduje endogenną produkcję witaminy D w skórze). Był też promotorem higieny i dietetyki oraz pionierem wychowania fizycznego w Polsce.
Śniadecki jest autorem oryginalnej i nowatorskiej pracy pt. „Teorya Jestestw Organicznych” wydanej w 1804 (Warszawa), w której opisuje wyjątkową cechę organizmów żywych, jaką jest ciągła przemiana materii.
Był również pedagogiem, o czym świadczy rozprawa z 1805 roku „O fizycznym wychowaniu dzieci”. Jest to jedna z pierwszym polskich prac o teorii wychowania fizycznego, w której Śniadecki podkreśla, że sensem wychowania dziecka jest kształcenie umysłowe oraz dbałość o zdrowie, traktowane jako nierozerwalna całość.

## Ważniejsze publikacje
Rozprawy:
- Mowa o niepewności zdań i nauk na doświadczeniu fundowanych, przy otwarciu nauk w Szkole Głównej Litewskiej z roku 1799 na rok 1800. Czytana przez... (Wilno 1799)[11], wyd. następne: zobacz Wydania zbiorowe poz. 1 t. 3; fragm.: Krytyka Lekarska rocznik 2 (1898), nr 11
- Początki chemii stosownie do teraźniejszego tej umiejętności stanu dla pożytku uczniów i słuchaczów ułożone i na wzór lekcji akademickich służyć mające. Przez... t. 1-2, Wilno 1800, wyd. następne poprawione i rozszerzone: wyd. 2 Wilno 1807 (pt. Początki chemii dla użycia słuchaczów akademickich ułożone przez...)[12]; wyd. 3 Wilno 1816-1817[13][14]; fragmenty przedr.: zobacz Wydania zbiorowe poz. 3; B. Suchodolski w: Nauka polska w okresie Oświecenia (Warszawa) 1953
- Teoria jestestw organicznych t. 1, Warszawa 1804; t. 2, Wilno 1811; wyd. następne: t. 1-3, Wilno 1838; t. 1 (1-3), Wilno 1861; wyd. jubileuszowe staraniem redakcji „Nowin Lekarskich”, z przedmową A. Wrzoska, t. 1-2, Poznań 1905; fragm.: „Krytyka Lekarska” rocznik 2 (1898), nr 11; zobacz Wydania zbiorowe poz. 3; przedr. B. Suchodolski jak wyżej poz. 2; H. Hinz, A. Sikora w: Polska myśl filozoficzna. Oświecenie. Romantyzm (Warszawa 1964); przekł.: francuski (Paryż 1825), niemiecki (Królewiec 1810)
- Uwagi o fizycznym wychowaniu dzieci, „Dziennik Wileński” 1805 nr 5-7, wyd. następne: zobacz Wydania zbiorowe poz. 1 t. 1 i odb., Warszawa 1840; wyd. K. J. Turowski, Sanok 1855 „Biblioteka Polska” nr 16-17[15]; Wilno 1856; Poznań 1867; wyd. nowe ze słowem wstępnym J. Korczaka, wyd. A. Tom, Warszawa 1920; oprac. W. Okoń, Wrocław 1956; fragm.: „Krytyka Lekarska” rocznik 2 (1898), nr 1; zobacz Wydania zbiorowe poz. 3
- O rozpuszczeniu. Rzecz do Towarzystwa Królewskiego Przyjaciół Nauk w Warszawie posłana w maju roku 1805, Wilno (1805); przedrukowana pt. Rzecz o rozpuszczeniu, „Rocznik Towarzystwa Warszawskiego Przyjaciół Nauk” t. 5 (1808), s. 521–554[16]
- Rozprawa o nowym metalu w surowej platynie odkrytym przez... Czytana na publicznym posiedzeniu Imperatorskiego Uniwersytetu Wileńskiego dnia 28 czerwca 1808, Wilno (1808)
- Krótki rys chemii dla użytku szkół narodowych Księstwa Warszawskiego, powst. 1810 na zamówienie Komisji Edukacyjnej, tekst nieznany, przedmowę z rękopisu Biblioteki Jagiellońskiej sygn. 3152 ogł. A. Wrzosek, „Wszechświat” 1903 nr 11 (podręcznik odrzucony przez Komisję)
- Próżniacko-filozoficzna podróż po bruku, „Wiadomości Brukowe” 1818 nr 97, 99, 102, 105; 1819 nr 109, 111, 115, 120, 126, 128, 132, 137, 140, 150, 154, 157; 1820 nr 161, 169, 174, 181, 189, 193, 201, 205, 209; 1821 nr 216, 220, 224, 232, 235, 240, 247; wyd. następne: zobacz Wydania zbiorowe poz. 1 t. 4-6; poz. 2 cz. 1-3; wybór przedr. Z. Skwarczyński w: Wiadomości Brukowe. Wybór artykułów, Wrocław (1962) „Biblioteka Narodowa” seria I, nr 78; fragm. zobacz Wydania zbiorowe poz. 3; rękopis: Biblioteka Akademii Nauk LSRR w Wilnie sygn. 422 III.

Artykuły i drobniejsze rozprawy Śniadecki umieszczał w czasopismach: „Dziennik Medycyny, Chirurgii i Farmacji” (1830 t. 1), „Dziennik Wileński” (w latach 1805–1806, 1815–1822, artykuły z zakresu chemii i medycyny oraz: Przemowa, 1805 nr 1; Wiadomość o życiu i dziełach Schillera, 1805 nr 7; List do redaktora „Dziennika Wileńskiego” z powodu wyjątku z dzieła pani Staël-Holstein O Niemczech: Jak wiele nauka języków wpływa na rozwinięcie władz umysłowych w dzieciach, 1815 t. 1), „Pamiętnik Lwowski” (tu przedr. niektórych rozpraw z „Dziennika Wileńskiego” m.in.: O pokarmach, napojach i sposobie życia w ogólności..., 1817 t. 5, nr 20; t. 6, nr 21-22), „Pamiętnik Towarzystwa Lekarskiego Warszawa” (1837 t. 1, 1839 t. 2), „Pamiętnik Towarzystwa Lekarskiego Wilno” (tu m.in.: Krótkie opisanie gorączki w 1812 i 1813, jaka w Wilnie i na całej Litwie panowała, 1818 t. 1), „Pamiętnik Warszawski” (tu: List do redaktora „Pamiętnika Warszawskiego” o tworzeniu nowych wyrazów naukowych, zwłaszcza w chemii, z powodu sporu o nie z hr. Aleksandrem Chodkiewiczem, 1817 t. 8), „Tygodnik Polski” (tu: Filozoficzny Próżniak Wileński Warszawskiemu Świstkowi zdrowia, spokojnego snu i smacznego apetytu, 1819 nr 22), „Tygodnik Wileński” (tu: wierszowany logogryf, 1816 t. 1, s. 237; Filozoficzny Próżniak... jak wyżej, 1819 nr 141), „Wiadomości Brukowe” (tu: List do redaktora „Wiadomości Brukowych”. Dodatek do rozdz. V i VI podróży do Laputy, 1817 nr 56; Dalszy ciąg postrzeżeń włóczęgi Guliwera, 1818 nr 59; Z logiki: Co jest rozum? Rozmowa w Niemieży, 1818 nr 66; Jeszcze postrzeżenia włóczęgi Guliwera, 1818 nr 68; Pisma periodyczne, 1818 nr 76; Synonimy, 1818 nr 79; Z medycyny. Juromania, choroba nie nowa, ale ciężka..., 1818 nr 83-85; Znowu postrzeżenia włóczęgi Guliwera, 1818 nr 86; Obwieszczenie, 1821 nr 263; Lament i raport szlachcica na łopacie, 1822 nr 277; Dalszy ciąg raportu szlachcica na łopacie, 1822 nr 284; niektóre artykuły przedr.: K. Bartoszewicz: Księgi humoru polskiego t. 3, Petersburg 1897, s. 142–177; Z. Skwarczyński jak wyżej poz. 8).
Niektóre jego rozprawy ogłaszano w czasopismach zachowane są w rękopisach (autografach i odpisach) Biblioteki Jagiellońskiej sygn. 3150. Inne rękopisy pism Śniadeckiego znajdują się w Bibliotece Akademii Nauk LSRR w Wilnie sygn. 1990/III (Mowa Ajaksa domagającego się o zbroję Achilla) i Bibliotece Jagiellońskiej sygn. 3137 (Wyprawa przeciwko gęsiom); Biblioteka PAN Kraków sygn. 1864 (odpisy wierszy).

### Wydania zbiorowe
- Dzieła..., wyd. M. Baliński, t. 1-6, Warszawa 1840; zawartość t. 1: M. Baliński: Życie J. Śniadeckiego; Ważniejsze dzieła poz. 4 – t. 2-3: Pisma medyczne, pisma fizyczno-chemiczne i pisma rozmaite drukowane uprzednio w czasopismach oraz Ważniejsze dzieła poz. 1 – t. 4-6: Ważniejsze dzieła poz. 8 oraz: Pisma rozmaite szubrawskie, drukowane uprzednio w czasopismach
- Pisma satyryczne... Do druku przygot. i przedmową opatrzył A. Wrzosek cz. 1-3, Warszawa 1908 „Biblioteka Dzieł Wyborowych” nr 559-560, 563; zawartość: A. Wrzosek: Przedmowa; przedrukowan t. 4-6 poz. 1 (w nieco zmienionym układzie)
- Wybór pism naukowych i publicystycznych, oprac. B. Skarżyński (Warszawa) 1952; zawartość: m.in. fragmenty z: Ważniejsze dzieła poz. 2-4, 8 oraz rozprawy Skarżyńskiego: Życiorys J. Śniadeckiego (wewnątrz tekst i faksymile listu do A. Chodkiewicza, zobacz Listy i materiały poz. 8); Śniadecki jako chemik i biolog; Śniadecki jako lekarz higienista; Śniadecki jako publicysta[2].

### Listy i materiały
- Do Jana Śniadeckiego z Pawii 12 kwietnia 1792, ogł. M. Baliński, „Przyjaciel Ludu” rocznik 7 (1840), t. 1 i odb.; przedr. zobacz poz. 2
- Do Jana Śniadeckiego 13 listów – z roku 1792 (jak wyżej poz. 1), z lat 1806–1830 (z rękopisu Biblioteki Jagiellońskiej sygn. 3135); do S. Stubielewicza z 29 października 1803 (z rękopisu Biblioteki Jagiellońskiej sygn. 3093); do córek, Zofii i Ludwiki, 19 listów z lat 1814–1833 (z archiwum J. Grabowskiego); do ministra spraw wewnętrznych (z rękopisu Biblioteki Jagiellońskiej sygn. 3162); do M. Balińskiego 5 listów z lat 1819–1830 (z archiwum J. Grabowskiego); do Uniwersytetu Wileńskiego z 21 maja 1821 (z rękopisu Biblioteki Jagiellońskiej sygn. 3137); do wnuków z okresu 1825-1838 (z archiwum J. Grabowskiego); notatka szubrawska (z rękopisu Biblioteki Jagiellońskiej sygn. 3038); papiery ze śledztwa w sprawie Towarzystwa Szubrawców (z rękopisu Biblioteki Czartoryskich: Archiwum Kuratorii Wileńskiej); ogł. A. Wrzosek w: J. Śniadecki. Życiorys i rozbiór pism t. 1, Kraków 1910
- Do T. Czackiego 8 listów z lat 1803–1805 (z rękopisu Biblioteki Jagiellońskiej sygn. 3151); do Jana Śniadeckiego 2 listy z: 2 grudnia 1804 i 20 stycznia 1807; tezy z obrony pracy doktorskiej odbytej 2 marca 1793 w Pawii (tekst łaciński, oryginał w Bibliotece Jagiellońskiej sygn. 3162 t. 2 i 5); ogł. M. Baliński: Pamiętniki o Janie Śniadeckim t. 2, Wilno 1865, s. 125–126, 180-182, 203-224, 250-255
- Do F. K. Dmochowskiego z 6 grudnia 1803; od Jana Śniadeckiego z 19 maja 1830; rękopis: Biblioteka Jagiellońska sygn. 3140
- Do F. K. Dmochowskiego z 28 maja 1804, rękopis: Biblioteka Uniwersytetu Warszawskiego (w zbiorach listów Jana Śniadeckiego)
- Do A. J. Czartoryskiego 9 listów z lat: 1804-1805, 1807, 1810, 1816-1817; ogł. A. Wrzosek: Listy J. Śniadeckiego do ks. A. Czartoryskiego kuratora Wileńskiego Okręgu Naukowego. Z autografów... Archiwum XX. Czartoryskich w Krakowie (Archiwum Kuratorii Wileńskiej nr 125)..., „Krytyka Lekarska” rocznik 7 (1903), nr 1-2 i odb. Kraków 1903 (tu również faksymile listu z 20 sierpnia 1804)
- Do Jana Śniadeckiego 5 listów z lat: 1811, 1815-1816 (z rękopisów Biblioteki Jagiellońskiej sygn. 3135, 3513); do W. Schastra z 18 sierpnia 1811 (z rękopisu Biblioteki Jagiellońskiej sygn. 3757); do córki Zofii 3 listy z lat: 1820, 1828 (z archiwum J. Grabowskiego); do córki Ludwiki z 25 sierpnia 1821 (jak wyżej); do M. Balińskiego z 8 czerwca 1826 (jak wyżej); do żony z 18 lipca 1826 (jak wyżej); do wnuków 2 listy bez daty (jak wyżej); od A. J. Czartoryskiego z 18 listopada 1807 (z rękopisu Biblioteki Jagiellońskiej sygn. 3513); od A. Razumowskiego z 30 października 1811 (jak wyżej); od gen. Kosseckiego z 15 lipca 1826 (jak wyżej); od N. N. Nowosilcowa 2 listy z lat 1826–1827 (jak wyżej); dyplom doktorski z uniwersytetu w Pawii (z rękopisu Archiwum Towarzystwa Lekarskiego Wileńskiego); odezwa Towarzystwa Lekarskiego Wileńskiego z roku 1807 z podpisem J. Śniadeckiego (jak wyżej); dyplom członkostwa honorowego Akademii Medyczno-Chirurgicznej w Petersburgu z 5 października 1837 (jak wyżej); ogł. A. Wrzosek: Materiały do życiorysu J. Śniadeckiego, „Krytyka Lekarska” rocznik 9 (1905), nr 4, 6-7
- Do A. Chodkiewicza 2 listy, rękopis: Biblioteka Jagiellońska sygn. 3157; oraz list z 16 października 1807 z rękopisu Muzeum Narodowego Kraków ogł. B. Skarżyński, zobacz Wydania zbiorowe poz. 3 (tam również faksymile)
- Listy w zbiorze z lat 1702–1810, rękopis: Biblioteka Kórnicka sygn. 1851
- Do M. Balińskiego 28 listów z lat 1819–1835, rękopis: Biblioteka Narodowa sygn. 2882
- Do córki Z. Balińskiej 44 listy z lat 1820–1837, rękopis: Biblioteka Narodowa sygn. 2880
- Do S. B. Lindego z roku 1820, rękopis: Biblioteka Jagiellońska sygn. 3468
- Do S. K. Potockiego, rękopisy: Archiwum Główne Akt Dawnych (Archiwum Wilanowskie sygn. 265, 271)
- Do Prokudina Gorskiego, policmajstra wileńskiego, z roku 1834, rękopis: Biblioteka Jagiellońska sygn. 7862 IV, k. 122-123
- Do wnuków Balińskich, rękopis: Biblioteka Narodowa sygn. 2881 (Korespondencja rodziny Śniadeckich z lat 1815–1871)
- Od T. Czackiego z 21 kwietnia 1804 i z roku 1805, rękopis (odpis): Biblioteka Jagiellońska sygn. 3132, ogł. F. Kojsiewicz: Korespondencja listowna H. Kołłątaja z T. Czackim t. 2, Kraków 1844, s. 387–392
- Od A. J. Czartoryskiego z 12 października 1805, rękopis: Biblioteka Jagiellońska sygn. 3104; kolejny list od Czartoryskiego w zbiorze jego korespondencji z J. Twardowskim z lat 1822–1844, rękopis: Biblioteka Czartoryskich (Archiwum Kuratorii Wileńskiej nr 116)
- Od Jana Śniadeckiego z 27 lipca 1810 i 21 listopada 1827, rękopis znajdował się w Bibliotece Krasińskich sygn. 5146; odpisy L. Kamykowskiego zachowane w Bibliotece PAN Kraków (Korespondencja Jana Śniadeckiego, t. 3: listy z lat 1808–1830)
- Od różnych osób: A. J. Czartoryskiego z roku 1822, W. Pelikana z roku 1830, T. Kuczkowskiego z roku 1834; rękopis: Biblioteka Jagiellońska sygn. 3513; (zobacz także poz. 7)
- Inwentarz Zakładu Chemii dawnego Uniwersytetu Wileńskiego zapoczątkowany przez... w roku 1797 i doprowadzony do końca przez Ignacego Fouberga, wyd. K. Sławiński, brak miejsca wydania 1938
- Memoriał w sprawie założenia klinik na Wydziale Lekarskim w Szkole Głównej Litewskiej, z rękopisu Biblioteki Raczyńskich ogł. A. Wrzosek, „Archiwum Historii i Filozofii Medycyny” t. 10 (1930)
- Uwagi nad statutem Uniwersytetu Wileńskiego z lat 1806–1807, rękopis: Biblioteka Czartoryskich (Archiwum Kuratorii Wileńskiej nr 15, poz. 4, 18, 26, 33, 36)
- Fragm. notatki o początkach medycyny, z autografu Biblioteki Jagiellońskiej sygn. 7863 IV ogł. J. Strojnowski, „Archiwum Historii Medycyny” t. 28 (1965), zeszyt 3, s. 285–286
- Autografy (drobne notatki, poświadczenia itp.), rękopisy: Biblioteka Czartoryskich sygn. 5021, Biblioteka Narodowa sygn. 2683, Biblioteka PAN Kraków sygn. 1815, Ossolineum sygn. 5257/III
- Opisy służby J. Śniadeckiego z lat: 1805–1817, 1819–1822, 1828–1829; rękopisy: Biblioteka Czartoryskich (Archiwum Kuratorii Wileńskiej nr 271-275, 279-280, 282, 285, 289).

Bardziej szczegółową bibliografię jego twórczości podaje A. Wrzosek: J. Śniadecki. Życiorys i rozbiór pism t. 2, Kraków 1910; przedr. B. Skarżyński, zobacz Wydania zbiorowe poz. 3.

## Opracowania nt. twórczości Śniadeckiego

### Monografie i zarysy monograficzne
- (J. Weigel): Żywot i prace naukowe i społeczne J. Śniadeckiego, Kraków 1898
- L. Świeżawski: J. Śniadecki, jego żywot, naukowe i społeczne stanowisko, Petersburg 1900 „Życiorysy Sławnych Polaków” nr 13
- S. Brzozowski: J. Śniadecki, jego życie i dzieła, Warszawa 1903
- A. Wrzosek: J. Śniadecki. Życiorys i rozbiór pism t. 1-2, Kraków 1910
- B. Górnicki: J. Śniadecki – żywot i dzieła, „Warszawskie Czasopismo Lekarskie” 1938 nr 45 i odb.[2]

### Wybrane biografie i studia ogólne
- Korespondencja Jana Śniadeckiego. Listy z Krakowa t. 1:1780-1787, wyd. L. Kamykowski, Kraków 1932 PAU, „Archiwum Komisji do Dziejów Oświaty i Szkolnictwa w Polsce” nr 1; t. 2: 1787-1807, wyd. M. Chamcówna, S. Tync, Wrocław 1954; t. 3: 1808-1830, odpisy L. Kamykowskiego w Bibliotece PAN Kraków
- H. Kołłątaj: Korespondencja... z Tadeuszem Czackim (sprzed 1812), wyd. F. Kojsiewicz, t. 1-4, Kraków 1844-1845
- Korespondencja ks. A. (J.) Czartoryskiego i rektora (J.) Twardowskiego z l. 1822-1824, wyd. J. Ogończyk, „Rocznik Towarzystwa Przyjaciół Nauk Poznań” t. 26 (1900) i odb. (Poznań 1899)
- K. A. Vieilh de Boisjoslin: Biographie universelle..., Paryż 1826-1831
- (M. Baliński): J. Śniadecki, „Wizerunki i Roztrząsania Naukowe” 1838 t. 1; przedr. jako wstęp do: Teoria jestestw organicznych wyd. 2, t. 3, Wilno 1838
- J. Śniadecki, „Magazyn Powszechny” 1838 nr 27
- S. B. Jundziłł: Pamiętniki życia (powst. w latach 1835–1840), wyd. A. M. Kurpiel, Kraków 1905 jako odb. z „Archiwum do Dziejów Literatury i Oświaty w Polsce” t. 13 (1914)
- M. Baliński: Życie J. Śniadeckiego, „Przyjaciel Ludu” rocznik 7 (1840), nr 1-4, 6-9 i osobno (Leszno 1840); przedr. w: Dzieła J. Śniadeckiego t. 1, Warszawa 1840
- H. Skimborowicz: Wspomnienie życia śp. J. Śniadeckiego, Warszawa 1840 (tu także: L. Trynkowski: Na uczczenie śp. J. Śniadeckiego; wyd. osobne zmienione pt. Mowa pogrzebowa o J. Śniadeckim, Wilno 1861)
- J. Frank: Pamiętniki (powst. przed rokiem 1842), z francuskiego przetłum. W. Zahorski, Wilno 1913[2].

### Wybrane opracowania dot. twórczości
- A. Dąbrowski, P. F.: Ocena pierwszego wydania Początków chemii Śniadeckiego, „Nowy Pamiętnik Warszawski” t. 2 (1801)
- J. I. Kossakowski: J. Śniadeckiego... Teoria jestestw organicznych. Rys krótki tego dzieła, „Dziennik Wileński” 1805 nr 3
- (Początki chemii... Rec.): „Dziennik Wileński” 1816 t. 4; „Ćwiczenia Naukowe” 1818 t. 1; „Pamiętnik Naukowy” 1821 t. 1
- S. Majorkiewicz: (Dzieła. Rec.), „Przegląd Warszawski” 1840 t. 3, s. 166–171
- A. Chodkiewicz: Odpowiedź na niektóre uwagi J. Śniadeckiego umieszczone w „Dzienniku Warszawskim” na miesiąc sierpień, „Pamiętnik Warszawski” t. 19 (1817), s. 59–77
- H. Feldmanowski: Zalecenie dziełka o fizycznym wychowaniu dzieci przez J. Śniadeckiego, „Szkoła Polska” 1851 zeszyt 11
- L. Gąsiorowski: Zbiór wiadomości o historii sztuki lekarskiej w Polsce t. 3-4, Poznań 1853-1855
- H. Kułakowski: Uwagi nad życiem organicznym, „Gazeta Lekarska” t. 7 (1869)
- H. Struve: Wykład systematyczny logiki t. 1, Warszawa 1870, s. 194–197
- W. Wilczyński: Teoria jestestw organicznych J. Śniadeckiego wobec pojęć ówczesnych, „Gazeta Lekarska” t. 12 (1872)[2].

## Upamiętnienie
- Bracia Śniadeccy są bohaterami powieści biograficznej - Anna Mierzecka, Patrz w serce: Rzecz o braciach Śniadeckich (1969, 1986)[17].
- Wydział Nauk Medycznych Polskiej Akademii Nauk na mocy uchwały Sesji Plenarnej Wydziału z dnia 8 czerwca 1972 r. przyznaje Nagrodę Naukową im. Jędrzeja Śniadeckiego. Od 1997 r. jest ona przyznawana wraz z brązowym Medalem im. Jędrzeja Śniadeckiego[18].
- Krzesimir Dębski napisał na 250-lecie urodzin naukowca (2018) utwór Ku pamięci Jędrzeja Śniadeckiego[19].
- Emilia Sadowska nakręciła film Jędrzej Śniadecki[19].
- W 2018 r. Poczta Polska z okazji 250. rocznicy urodzin Jędrzeja Śniadeckiego wydała w nakładzie 100 tys. sztuk upamiętniający go znaczek pocztowy o nominale 2,60 zł[20].

Patronat
- Politechnika Bydgoska im. Jana i Jędrzeja Śniadeckich
- Zespół Szkół Elektronicznych, Elektrycznych i Mechanicznych w Bielsku-Białej im. Jędrzeja Śniadeckiego
- VI Liceum Ogólnokształcące im. Jana i Jędrzeja Śniadeckich w Bydgoszczy
- Akademia Wychowania Fizycznego i Sportu im. Jędrzeja Śniadeckiego w Gdańsku
- I Liceum Ogólnokształcące im. Jędrzeja Śniadeckiego w Dzierżoniowie
- Zespół szkół chemicznych i ogólnokształcących im. Jędrzeja Śniadeckiego w Olsztynie
- I Liceum Ogólnokształcące im. Jędrzeja Śniadeckiego w Pabianicach.
- XI Państwowe Liceum i Gimnazjum im. Jana i Andrzeja Śniadeckich we Lwowie (działające w okresie II Rzeczypospolitej).
- Zespół Szkół Technicznych w Grudziądzu im. Jana i Jędrzeja Śniadeckich
- Szpital Specjalistyczny im. Jędrzeja Śniadeckiego w Nowym Sączu
- Wojewódzki Szpital Zespolony im. Jędrzeja Śniadeckiego w Białymstoku

- woda zdrojowa im. Śniadeckiego w Kudowie-Zdroju.
- Liceum Ogólnokształcące nr XVIII im. Jędrzeja Śniadeckiego w Łodzi.
- Zespół Szkół im. Jędrzeja Śniadeckiego w Pionkach
- Zespół Szkół nr I im. Jędrzeja Śniadeckiego w Ełku
- Zespół Szkół Technicznych i Ogólnokształcących nr 4 im. Jędrzeja Śniadeckiego w Chorzowie